# Заяицкий, Сергей Сергеевич
Серге́й Серге́евич Заяи́цкий (2 октября 1893, Москва — 21 мая 1930, Феодосия) — русский поэт, писатель, беллетрист и переводчик.

## Биография
Внук Алексея Ивановича Абрикосова, родился в семье доктора медицинских наук Сергея Спиридоновича Заяицкого (1850—1910), страстно любившего гитарную музыку. В детстве вместе с братом Борисом участвовал в гитарных выступлениях своего отца. Окончил в 1917 году философское отделение историко-филологического факультета Московского университета.
В 1920-е годы сотрудничал с Государственной академией художественных наук (ГАХН), был полноправным участником в неформальном кружке московских «писателей-фантазёров» (по определению П. Н. Зайцева), в который входили также М. А. Булгаков, М. Я. Козырев, Л. М. Леонов, В. И. Мозалевский. В дневнике Елены Булгаковой 15 декабря 1934 года отмечено, что её муж «о нём отзывался, как о очень приятном и талантливом человеке».
Страдал хроническим костным туберкулёзом, от которого умер в возрасте 36 лет.

## Семья
Был женат на Елизавете Ивановне (1895—1967), происходившей из дворянского рода Поливановых, начинающегося с XIV века, внучке Льва Ивановича Поливанова. Их дети:
- Сергей Сергеевич (1918—1986) — за боевые заслуги во время Великой Отечественной войны был награждён орденом Красной Звезды. После войны плавал боцманом на пассажирских круизных лайнерах «Александр Пушкин» и «Михаил Лермонтов».
- Михаил Сергеевич (1920—1945) — в возрасте 15 лет снялся в художественном фильме «Юность» (Мосфильм, 1937, режиссёр Л. Резниченко). В войну с 1941 года служил на фронте в звании лейтенанта и командовал 7-й батареей 3-го дивизиона 657-го артиллерийского полка. Погиб 26 февраля 1945 года в бою под Судмали (Лиепайский уезд, Латвийская ССР). За боевые заслуги был награждён орденом Красной Звезды и орденом Славы III-й степени.

## Творчество
Первая книга Заяицкого под названием «Стихотворения» опубликована в 1914. В 1922 выходит сборник «Деревянные дома». В промежутке Заяицкий пишет фельетоны, юморески для самых различных изданий, переводит с английского (Джек Лондон) и немецкого языков (Фрейлиграт). Для детей он сочинил увлекательные пьесы «Робин Гуд» (1925) и «Стрелок Телль» (1925), которые с успехом шли и идут на сценах детских театров, в частности в Центральном детском театре. Среди произведений для детей также повести «Морской волчонок» (1926), «Африканский гость» (1927) и мн. др. В эти же годы он опубликовал под псевдонимом Пьер Дюмьель пародийный роман «Красавица с острова Люлю». В 1927 выходит его повесть «Баклажаны», а в 1928 «Жизнеописание Степана Александровича Лососинова», которое автор в подзаголовке обозначил как трагикомическое сочинение (эпитет «трагикомический» он прибавляет и ко многим своим рассказам).

## Произведения
Неполный список произведений С. С. Заяицкого:
- Стихотворения:
  - «Стихотворения», 1914 (издана анонимно)
  - «Деревянные дома» (сборник стихотворений), 1922
- Повести и романы:
  - «Красавица с острова Люлю» [1926] (пародийный роман, под псевд. Пьер Дюмьель)
  - «Земля без солнца» [1925]
  - «Баклажаны» [1927] (повесть)
  - «Рука бога Му-га-ша» [1928]
  - «Внук золотого короля» [1928] (повесть)
  - «Жизнеописание Степана Александровича Лососинова» [1928] (повесть)
  - «Морской волчонок» [1926] (повесть)
  - «Африканский гость» [1927] (повесть)
  - «Вместо матери»
  - «Великий перевал» (повесть)
  - «Шестьдесят братьев» (повесть)
  - «Псы господни» (повесть)
- Трагикомические рассказы: самостоятельно изданные автором (1927)
  - «Женитьба Мечтателева» [1927]
  - «Судьбе загадка» [1927]
  - «Человек без площади» [1927]
  - «Жуткое отгулье» [1927]
  - «Любопытные сюжетцы» [1927]
  - «Письмо» [1927]
- Другие рассказы и пьесы:
  - «Робин Гуд» [1925] (пьеса)
  - «Стрелок Телль» [1925] (пьеса)
  - «Страшный Кракатоа» [1926]
  - «Забытая ночь» [1928]
  - «Мистер Бьюбл и червяк» [1925] (пьеса)
  - «Земля без Солнца»
  - «Модель номер десять» [1931]

## Переводы
- Джек Лондон (1909):
  - «Мартин Иден» [1909] Martin Eden
  - «Сила сильных» [1900] The Strength of the Strong
  - «По ту сторону» [1900] South of the Slot
  - «Мечта Дебса» [1909] The Dream of Debs
  - «Морской фермер» [1909] The Sea-Farmer
  - «Враг всего мира» [1907] The Enemy of All the World
  - «Самуэль» [1909] Samuel
- Стихотворения, в том числе тексты романсов и песен Шуберта (в том числе цикл «Зимний путь» («Die Winterreise»)), Бетховена («Сурок») и др.